# Зындрам-Косцялковский, Мариан
Ма́риан Зы́ндрам-Косцялко́вский (пол. Marian Zyndram-Kościałkowski; 16 марта 1892, имение Понедель близ Ковна — 12 апреля 1946, Бруквуд, Великобритания) — польский государственный деятель, премьер-министр Польши в октябре 1935 года — мае 1936 года. Президент Варшавы (1934).

## Биография
Среднюю школу окончил в Санкт-Петербурге (1910). Там же продолжил учёбу в Психоневрологическом институте. С 1918 года служил в Войске Польском. В июле 1930 года — марте 1934 года воевода Белостокского воеводства, президент Варшавы в марте — июне 1934 года, министр внутренних дел в июне 1934 года — октябре 1935 года (после убийства Бронислава Перацкого), министр труда и социального обеспечения (1936—1939).
Масон, с 1922 года член, с 1925 года лидер Польской крестьянской партии «Освобождение», деятель Беспартийного блока сотрудничества с правительством.